# Ruda Komorska
Ruda Komorska [pronunciación en polaco: /ˈruda kɔˈmɔrska/] es un pueblo ubicado en el distrito administrativo de Gmina Pyzdry, dentro del Distrito de Września, Voivodato de Gran Polonia, en el oeste de Polonia central. Se encuentra aproximadamente a 6 kilómetros al sur de Pyzdry, a 25 kilómetros al sur de Września, y a 61 kilómetros al sureste de la capital regional Poznań.